# John Wayne Parr
 (octobre 2021).
La mise en forme du texte ne suit pas les recommandations de Wikipédia : il faut le « wikifier ».
Les points d'amélioration suivants sont les cas les plus fréquents. Le détail des points à revoir est peut-être précisé sur la page de discussion.
- Les titres sont pré-formatés par le logiciel. Ils ne sont ni en capitales, ni en gras.
- Le texte ne doit pas être écrit en capitales (les noms de famille non plus), ni en gras, ni en italique, ni en « petit »…
- Le gras n'est utilisé que pour surligner le titre de l'article dans l'introduction, une seule fois.
- L'italique est rarement utilisé : mots en langue étrangère, titres d'œuvres, noms de bateaux, etc.
- Les citations ne sont pas en italique mais en corps de texte normal. Elles sont entourées par des guillemets français : « et ».
- Les listes à puces sont à éviter, des paragraphes rédigés étant largement préférés. Les tableaux sont à réserver à la présentation de données structurées (résultats, etc.).
- Les appels de note de bas de page (petits chiffres en exposant, introduits par l'outil «  Source ») sont à placer entre la fin de phrase et le point final[comme ça].
- Les liens internes (vers d'autres articles de Wikipédia) sont à choisir avec parcimonie. Créez des liens vers des articles approfondissant le sujet. Les termes génériques sans rapport avec le sujet sont à éviter, ainsi que les répétitions de liens vers un même terme.
- Les liens externes sont à placer uniquement dans une section « Liens externes », à la fin de l'article. Ces liens sont à choisir avec parcimonie suivant les règles définies. Si un lien sert de source à l'article, son insertion dans le texte est à faire par les notes de bas de page.
- La présentation des références doit suivre les conventions bibliographiques. Il est recommandé d'utiliser les modèles {{Ouvrage}}, {{Chapitre}}, {{Article}}, {{Lien web}} et/ou {{Bibliographie}}. Le mode d'édition visuel peut mettre en forme automatiquement les références.
- Insérer une infobox (cadre d'informations à droite) n'est pas obligatoire pour parachever la mise en page.

Pour une aide détaillée, merci de consulter Aide:Wikification.
Si vous pensez que ces points ont été résolus, vous pouvez retirer ce bandeau et améliorer la mise en forme d'un autre article.
John Wayne « The Gunslinger » Parr, né le 25 mai 1976, également connu sous le nom de JWP, est un kick-boxeur et boxeur australien, membre de la salle de sport Boonchu située au Gold Coast, Queensland. Il était dix fois champion du monde et finaliste de l’émission de téléréalité sportive The Contender Asia.

## Biographie
Wayne Parr a commencé à se former en Taekwondo à l'âge de 11 ans. Il a participé dans les compétitions du Queensland au stade QE2, où il a remporté une médaille d'argent après avoir remporté 2 combats et perdant la finale en 1988.
En 1990, quelques mois avant de devoir déménager à Sydney, Parr a commencé son entraînement en Kick-boxing. En 1991, Parr a déménagé à Richmond en Nouvelle-Galles du Sud où il a trouvé une nouvelle salle de kick-boxing. Il avait son premier combat a l’âge de 14 ans et il a perdu par décision partagée.
En 1992, la famille Parr déménage à nouveau à Mornington. En 1993, à l'âge de 16 ans, sa famille s’est retournée au Queensland et Parr a commencé à s'entraîner avec Blair Moore. À l'époque, Moore était l'un des principaux promoteurs de la boxe thaïlandaise au Queensland.

### Début de carrière en Australie
Parr a commencé à disputer des combats professionnels à l'âge de 16 ans. Ayant été entraîné par Moore pour 13 combats, Parr a remporté un titre australien (63 kg) à l'âge de 17 ans. Blair a aidé à promouvoir Wayne au Jupiters Casino pour 3 combats avant de se battre pour le titre du Pacifique Sud contre Scott Lovelock, un combat qu’il a remporté par KO au 5e tour.
Au cours de sa première carrière en Australie, il a remporté quelques titres régionaux dont un de la WKA. À l'âge de 19 ans, Parr a rencontré Richard Vell, propriétaire d'un restaurant thaïlandais réputé en Australie - Boonchu Thai food. Richard et Wayne ont développé une relation père-fils, et après quelques années ensemble, Richard a parrainé Wayne pour qu'il s'entraîne en Thaïlande.

### Carrière en Thaïlande
En 1996, Parr a déménagé en Thaïlande, vivant à Pattaya et s'entraînant pendant 3 mois au gymnase de Sidyodtong, avant de déménager à Nonthaburi, Bangkok pour s'entraîner avec le boxeur légendaire thaïlandais Sangtien Noi (Deadly Kisser).
C'est au camp Loomingkwan que Wayne a été nommé "John Wayne Parr" après l’acteur Western John Wayne. Au cours de sa carrière en Thaïlande, il imite un pistolero en tirant une arme à feu de son étui à la fin du Wai Khru avant le combat, et cela a impressionné le public thaïlandais.
Il a gagné une popularité en Thaïlande après avoir été voté le meilleur combattant étranger de l'année en 1997, et il s'est battu au stade de Lumpinee trois fois. En 1999, Parr s’est retourné en Australie pour ouvrir son propre établissement de formation "Boonchu Gym" et il a également commencé à participer à des combats de boxe traditionnels.

### Deuxième carrière en Australie
Parr a fait ses débuts dans la boxe le 29 janvier 1998 contre Tim Shannon dans un combat de 4 rounds, gagnant par TKO au deuxième round. Le 25 avril 1998, il s'est battu contre Takayuki Kohiruimaki qui finirait par gagner le tournoi K-1, et gagné par décision unanime.
Le 19 septembre, Parr a confronté Takashi Ito, un autre Kickboxer vétéran japonais, dans l'événement conjoint d'AJKF & MAJKF, et a perdu par TKO au deuxième round par décision du médecin parce que sa tête était tranchée par une frappe de coude gauche.
Le 24 avril 1999, il s'est battu contre Kenichi Ogata, le champion national de shoot boxing japonais, gagnant par KO avec un crochet gauche au deuxième round. Le 23 mai 1999, il a participé à la première épreuve «X-Plosion Series», qui était une promotion de kickboxing australienne célèbre, où il a affronté Daniel Dawson. Parr a gagné par décision unanime après 5 rounds.
Le 13 octobre 2000, il a participé à la K-1 Queensland 2000, premier événement K-1 pour lui et s'est battu contre Scott Bannan pour son ISKA championnat du monde en muay-thaï au poids moyens.
Le 5 décembre, il s'est battu contre Orono por.muang Ubon pour le titre vacant de la Fédération internationale de boxe thaïlandaise au poids moyens dans l'événement de l’anniversaire du roi thaïlandais. Il a gagné par décision unanime après 5 rounds, remportant un autre titre mondial de boxe thaïlandaise.

### Carrière de boxe
En 2001, Parr a réorienté son attention sur la boxe à nouveau. Après 7 victoires de boxe consécutives depuis 1998, il s'est battu contre Andriy Khamula pour le titre de boxe australien vacant au poids moyens le 8 juillet 2001. Il a remporté le championnat par TKO au dixième round et a obtenu son premier titre de boxe.
Le 17 août prochain, il a mis au défi Nader Hamdan pour son titre de poids moyen junior pacifique IBF, mais a perdu par décision unanime après 12 rounds. Le 21 septembre, il s'est battu pour le titre (OBA) au poids super-welters contre Rasheed Baloch, et a remporté le titre avec TKO au cinquième round.
Le 24 octobre, il s'est battu contre Ian McLeod pour défendre son titre national australien, mais il a perdu par décision unanime. Le 5 décembre, il a participé au tournoi de la coupe du roi en Thaïlande et il l’a remporté.
Le 29 novembre 2019, Parr a vaincu ancien champion du monde Anthony Mundine par une décision partagée avec des scores de 96-93, 95-93 et 94-95. Après le combat, Parr a annoncé sa retraite de sports de combat, citant ainsi son besoin de remplacement de la hanche.

### K-1
Le 26 novembre 2002, Parr a participé au tournoi K-1 Oceania MAX 2002. Il a éliminé Shane Chapman en demi-finale, mais a été battu par Mike Zambidis par décision majoritaire lors de la finale du tournoi.
En 2004, John Wayne a eu son premier combat pour l'organisation K-1 au Japon quand il a gagné aux points contre Duane Ludwig. John Wayne était parmi les 8 derniers après son premier combat contre Buakaw, après 3 tours serrés, les juges ont marqué un match nul, forçant une prolongation. Après le tour de prolongation, John Wayne a perdu par décision partagée.
En 2005, JWP a été invité à nouveau pour les éliminations K1, battant Shane Chopper Chapman par KO. Faisant partie des 8 derniers, JWP a ensuite combattu Albert Kraus, perdant aux points. JWP a également eu de super combats en K-1 contre Arslan Magomedov, perdant après prolongation et contre Kinami, gagnant aux points.

### S-1
En 2004, JWP a remporté le titre de champion du monde du tournoi S1 avec 3 victoires en une seule nuit. Avec ce titre, il a remporté un million de bahts (équivalent à environ 33 300 dollars américains) et un trophée issu par Thaksin Shinawatra.

### WMC
JWP a remporté le prestigieux titre vacant de Champion du Monde WMC de Muay Thaï avec une victoire unanime contre Alexandre Cosmo.

### The Contender Asia
Une grande partie de la notoriété de Parr est née de l'émission de téléréalité The Contender Asia et le 12 avril 2008, Parr a combattu Yodsaenklai à Singapour pour le titre The Contender Asia et 150 000 dollars américains. Le combat était une bataille émotionnelle pour Parr car quelques semaines avant la compétition, son père avait reçu un diagnostic de cancer en phase terminale, et sa femme était enceinte.
Parr s'est remis de deux renversements pendant le combat, mais a perdu par décision unanime. Il a finalement combattu Yodsaenklai une fois de plus, remportant le dernier combat de leur trilogie avec une décision acharnée, mais très controversée.

### Combat de retraite
Le 24 juin 2012, John Wayne Parr a eu son combat de retraite contre le vétéran du K-1 Jordan Tai, combattant conformément aux règles thaïlandaises dans une cage de style MMA avec des gants à doigts ouverts. À 2:11 du 4e round, il a mis KO Jordan Tai avec un uppercut vicieux. Il a pris sa retraite sur une séquence de 4 victoires consécutives (dont 3 par KO) et il a pris sa retraite en tant que champion du monde WKBF K-1 des poids moyens.
C'était la première fois que Parr se battait dans une cage avec des gants MMA de 5 onces et il a dit qu'il l'appréciait plus que le Muay Thaï traditionnel et qu'il sortirait de sa retraite si Buakaw Por. Pramuk accepte de l'affronter dans un combat de Muay Thaï en cage.

### Come-back
Le 18 janvier 2013, Parr est sorti de sa retraite pour signer un contrat de trois combats avec Powerplay Promotions. Le premier combat devait être contre le détenteur du titre champion du monde WKA des poids moyens Fadi Merza, mais Merza s'est retiré à la dernière minute et a été remplacé sur la carte par Mostafa Abdollahi. Parr a battu Abdollahi par KO avec un crochet droit à 1:30 au 2e round pour remporter la ceinture nouvellement libérée de Merza.
Le 6 juillet 2013, Parr a imposé deux comptes de huit sur Marco Piqué en route vers une victoire décisive à la Boonchu Cup: Caged Muay Thai 3 sur la Gold Coast, Australie.
En septembre 2013, Parr avait l'intention de participer à la saison Australie vs Canada de l'émission de télé-réalité des arts martiaux mixtes The Ultimate Fighter, mais un minimum de cinq combats professionnels de MMA était requis, et il a donc été rejeté malgré ses qualifications en kickboxing et en Muay Thaï .
Il devait avoir le combat décisif contre Cosmo Alexandre le 8 novembre 2013 au Powerplay Promotions 22 à Melbourne, cependant, Alexandre n'a pas demandé son visa à temps et n'a pas pu entrer le pays. Il a donc été remplacé par le Néo-Zélandais Brad Riddell que Parr a battu par décision unanime.
Le 21 juin 2014, Parr a perdu le championnat WKA des poids moyens lorsqu'il a été éliminé par Toby Smith au troisième round à Powerplay Promotions 24 à Melbourne.
Le 11 juin 2016, Parr a battu le Grec Pavlos Kaponis lors de l'événement MTGP5 à Londres, au Royaume-Uni.
Le 14 octobre 2016 à Perth, en Australie-Occidentale, Parr a affronté Daniel Dawson pour leur troisième combat lors de la promotion Origins 8 au Herb Graham Rec Centre et Parr a remporté le combat par décision unanime des juges.
Parr devait combattre l'Anglais Jake Purdy dans l'événement principal du Caged Muay Thai 10 le 4 août 2017 à Brisbane, en Australie, mais Purdy s'est retiré du combat avec un préavis de deux jours pour un orteil cassé. Purdy a été remplacé par le kickboxeur irlandais James Heelan, et Parr a remporté ce combat par décision unanime.

### Bellator Kickboxing
En octobre 2016, John Wayne Parr a signé un contrat de trois combats avec Bellator Kickboxing. Son premier combat a eu lieu le 8 avril 2017 en Italie au Bellator Kickboxing 5 contre Nando Calzetta. Parr a remporté le combat par KO au deuxième round.
Lors de sa deuxième sortie à Florence, en Italie, le 9 décembre 2017 au Bellator Kickboxing 8, Parr a remporté la victoire au troisième round par TKO contre Piergiulio Paolucci.
Lors du troisième combat le 6 avril 2018 à Budapest, en Hongrie, Parr a subi une défaite contre le Portugais Eder Lopes.

### Carrière post-Bellator
Après son passage à Bellator, Parr a signé avec Rizin Fighting Federation et a fait ses débuts promotionnels contre Danilo Zanolini, le 18 août 2019. Il a perdu le combat par décision partagée.
En mars 2020, la nouvelle a fait surface que Parr avait signé un contrat de six combats avec ONE Championship. Il a fait ses débuts promotionnels contre Nieky Holzken à ONE sur TNT III le 21 avril 2021 et il a perdu le combat par TKO après qu'un coup de pied à la tête l'a lâché.

## Palmarès

### Muay Thaï & Kick-boxing
- World Kickboxing Association (WKA)
  - Champion australien catégorie super-légers WKA 1992
  - Champion des super-légers du Pacifique Sud WKA 1994
  - Champion du monde des poids moyens Muay Thaï WKA 2010
  - Champion du monde des poids moyens (72,5 kg) WKA 2013
- World Kickboxing Federation (WKBF)
  - Champion du monde des poids moyens WKBF K-1 2011
- World Kickboxing Network (WKN)
  - Champion du monde de boxe thaï des poids super-welters (72,6 kg) WKN 2010
- World Muaythai Council (WMC)
  - Vainqueur de la Kings Cup 1997
  - Champion junior d'Australie des poids moyens WMTC (maintenant WMC) 1999
  - Champion du tournoi de la Kings Cup 2001
  - Champion du monde de boxe thaï des poids moyens WMC 2007
  - Finaliste du WMC Contender Asia 2008
- K-1
  - Champion du monde des poids moyens ISKA Muay Thai 2000
  - Finaliste du Oceania MAX K-1 2002
- WKBA
  - Champion du monde des poids welters WKBA K-1 2005
- Promotion Onesongchai
  - Champion du monde de Muay Thaï des poids moyens S-1 2004
- IMF
  - Champion du monde de Muay Thaï des poids moyens IMF Kings Cup 2000

### Boxe
- Champion d'Australie de boxe des poids moyens 2001

## Prix
Meilleur combattant étranger en Thaïlande 1997
Combattant de l'année 2004 par IronLife Magazine
Combattant de l'année 2004 par International Kickboxer Magazine

## Documentaire
John Wayne Parr: Blessed With Venom est un long métrage documentaire retraçant la vie et la carrière de la superstar australienne de Muay Thaï et 10 fois champion du monde, John Wayne Parr. Le film donne un aperçu intime des premières années de Parr en Thaïlande, où il a subi un entraînement rigoureux dans des conditions primitives, jusqu'aux sommets de ses réalisations impressionnantes partout dans le monde. Nous voyons également un côté très personnel du Gunslinger en tant que mari et père de deux enfants. Le vrai John Wayne Parr est révélé, un champion du monde, un père de famille dévoué et un gars sympa à tous points de vue. Le documentaire examine également les combats fondateurs de la carrière de Parr. De ses combats sanglants avec la merveille thaïlandaise Orono, qui est considérée comme la création de la légende du Gunslinger, à ses batailles contemporaines avec Mike Zambidis, Lamsongkram, et les trois combats fameux avec la superstar Yodsanklai Fairtex. Nous en témoignons Parr revient de 2 défaites pour finalement vaincre Yodsanklai à Melbourne. Une rencontre à succès entre deux véritables géants du sport qui font ce qu'ils font le mieux, échanger des coups à couper le souffle dans le monde brutal du Muay Thaï.